# Ekatarina Velika
Ekatarina Velika (chirilic: Екатарина Велика, în română Ecaterina cea Mare) a fost o cunoscută trupă de rock alternativ din Belgrad, Serbia.

## Discografie

### Studio
- Katarina II (1984)
- Ekatarina Velika (1985)
- S vetrom uz lice] (1986)
- Ljubav (1987)
- Samo par godina za nas (1989)
- Dum dum (1991)
- Neko nas posmatra (1993)

### Live
- EKV 19LIVE!86 (1986)
- Live '88 (1997)
- Kao u snu - Live '91 (2001)

### Membri
- Milan Mladenović - voce, chitari (1982 - 1994)
- Dragomir Mihajlović - chitari (1982 - 1984)
- Zoran Radomirović - bas (1982)
- Dušan Dejanović - baterie/percutie (1982)
- Margita Stefanović - pian (1982 - 1994)
- Branko Kuštrin - baterie/percutie (1982 - 1983)
- Bojan Pečar - bas (1983 - 1990)
- Ivan Vdović - baterie/percutie (1983 - 1984)
- Ivan Fece - baterie/percutie (1984 - 1985, 1988)
- Ivan Ranković - baterie/percutie (1985 - 1987)
- Srđan Todorović - baterie/percutie (1987 - 1990)
- Marko Milivojević - baterie/percutie (1990 - 1994)
- Miško Petrović - bas (1990 - 1991)
- Dušan Petrović - bas (1991)
- Bata Božanić - bass (1991)
- Dragiša Uskoković - bas (1991 - 1993)
- Boško Stanojević - bas (1994)